# Причуды науки
Причуды науки (англ. Perversions of Science) — американский сериал-антология 1997 года в жанре научной фантастики и хоррора. Состоит всего лишь из одного сезона, который транслировался на канале HBO.

## Особенности
Сериал является спин-оффом более успешного проекта HBO — «Байки из склепа». Фантастические истории связаны между собой только рассказчиком — «сексуальным, но металлическим» роботом женского пола по имени Хром.
Темой большинства эпизодов были вторжения пришельцев и путешествия во времени.
В некоторых сериях сыграли ставшие впоследствии знаменитыми актёры: Джейсон Ли, Джейми Кеннеди и другие.
Сериал получил рейтинг R за некоторые жестокие и эротические сцены.

## Эпизоды
1. Dream of Doom. 40-летний профессор не может проснуться. Из одного сна он переходит в другой, и мужчина не способен это остановить.
2. Anatomy Lesson. Сын патологанатома почему-то очень хочет убивать. А странный бородатый мужчина почему-то пересекается с ним в самый неподходящий момент.
3. Boxed In. Космический пилот и женщина-андроид несколько лет провели в космосе. Когда пилот решил наконец заняться с ней сексом, то заметил, что робот имеет электронный пояс верности…
4. The Exile. Осуждённому учёному, убивавшему людей в ходе экспериментов, отказано в реабилитации. Более того, он приговорён к ссылке.
5. Given the Heir. Женщина довела своё тело до совершенства, а потом отправилась на десять лет назад ради опыта. Там она встречает мужчину, просто одержимого «совершенством».
6. Planely Possible. Безутешный вдовец соглашается на странный эксперимент и попадает в другую реальность. Быть может, его жена жива в ней?
7. Panic. На вечеринке в честь Хэллоуина начинается паника — ведь на радио Орсон Уэллс поставил свою версию «Войны миров».
8. Snap Ending. Не нужно было отправлять на изучение новых планет мужчин и женщин в одной команде: их же будет интересовать только утоление своих страстных желаний.
9. Ultimate Weapon. Пришельцы вновь посещают Землю и принимают человеческий вид, желая создать сильную нацию гибридов и захватить власть на планете.
10. The People’s Choice. Семья из пригорода оказывается меж двух огней, а точнее, между двумя воюющими армиями роботов. Один из них каждую ночь ломается, и механик предлагает купить нового…